# Język ansus
Język ansus – język austronezyjski używany w prowincji Papua w Indonezji. Według danych szacunkowych z 1987 r. (SIL International) posługiwało się nim wówczas 4600 osób.
Według danych Ethnologue jego użytkownicy zamieszkują wsie Aibondeni, Ansus, Kairawi i Yenusi na południowym wybrzeżu wyspy Yapen. Z kolei w 1961 r. do obszaru tego języka zaliczono wsie Ansus i Kairawa, a także Yemprum (na Miosnum) oraz rejon miasta Serui. Dialekt wsi Aibondeni potraktowano natomiast jako oddzielny (choć blisko spokrewniony) język.
Na poziomie słownictwa jest stosunkowo bliski językom marau i papuma (analiza danych leksykalnych wykazała podobieństwo na poziomie 82%). W publikacji Peta Bahasa ansus i papuma sklasyfikowano jako dialekty jednego języka („ansus-papuma”). Niemniej D.S. Price i M. Donohue (2009) uznają papuma za zdecydowanie odrębny język.
W 2002 r. odnotowano, że ansus pozostaje w powszechnym użyciu, przy czym w większości sfer życia konkuruje z wysoce ekspansywnym językiem indonezyjskim. Indonezyjski dominuje w edukacji i kontaktach zewnętrznych. Na poziomie regionalnym (w zachodniej części Yapen) ansus odgrywa pewną rolę jako język prestiżowy i środek komunikacji międzygrupowej. Wśród Ansus bywa też spotykana znajomość innych języków (marau, papuma, woi).
Nie wykształcił piśmiennictwa.